# Pomoc
Pomoc je spoluúčast při dosahování nějakého cíle nebo odvracení nebo odstraňování nežádoucích následků. Může se jednat o pomoc v nebezpečí, při různých obtížných situacích nebo tehdy, neví-li si druhá strana rady. Pomoc se poskytuje formou rady, podpory, daru, nebo formou provádění určitých činností s přímým účinkem.
První pomoc jsou opatření, která poskytne laik k omezení následků náhlého onemocnění nebo úrazu před tím, než se postiženému odstane odborné pomoci.